# Buxton (Dakota del Nord)
Buxton è un centro abitato (city) degli Stati Uniti d'America, situato nella Contea di Traill, nello Stato del Dakota del Nord. Nel censimento del 2000 la popolazione era di 350 abitanti. La città è stata fondata nel 1881.

## Geografia fisica
Secondo i rilevamenti dell'United States Census Bureau, la località di Buxton si estende su una superficie di 0,5 km², tutti occupati da terre.

## Popolazione
Secondo il censimento del 2000, a Buxton vivevano 350 persone, ed erano presenti 96 gruppi familiari. La densità di popolazione era di 672 ab./km². Nel territorio comunale si trovavano 141 unità edificate. Per quanto riguarda la composizione etnica degli abitanti, il 98,00% era bianco, lo 0,29% proveniva dall'Asia, l'1,43% apparteneva ad altre razze e lo 0,29% a due o più. La popolazione di ogni razza ispanica corrispondeva all'1,71% degli abitanti.
Per quanto riguarda la suddivisione della popolazione in fasce d'età, il 32,0% era al di sotto dei 18, il 5,1% fra i 18 e i 24, il 29,7% fra i 25 e i 44, il 21,4% fra i 45 e i 64, mentre infine l'11,7% era al di sopra dei 65 anni di età. L'età media della popolazione era di 34 anni. Per ogni 100 donne residenti vivevano 92,3 maschi.